# Administration de Saint-Étienne
 (mars 2025).
Motif : Quelle pertinence d'avoir un article dédié doublonnant pour partie Saint-Étienne, liste des maires de Saint-Étienne et Cantons de la Loire ?
- Archive Wikiwix
- Bing
- Cairn
- DuckDuckGo
- E. Universalis
- Gallica
- Google
- G. Books
- G. News
- G. Scholar
- Persée
- Qwant
- (zh) Baidu
- (ru) Yandex
- (wd) trouver des œuvres sur Wikidata

| 1. | Préciser le motif de la pose du bandeau. | Précisez le motif de la pose du bandeau en utilisant la syntaxe suivante : {{admissibilité à vérifier\|date=mars 2025\|motif=remplacez ce texte par le motif}}                                       |
| 2. | Informer les utilisateurs concernés.     | Pensez à avertir le créateur de l'article, par exemple, en insérant le code ci-dessous sur sa page de discussion : {{subst:avertissement admissibilité à vérifier\|Administration de Saint-Étienne}} |

 (février 2017).
Si vous disposez d'ouvrages ou d'articles de référence ou si vous connaissez des sites web de qualité traitant du thème abordé ici, merci de compléter l'article en donnant les références utiles à sa vérifiabilité et en les liant à la section « Notes et références ».
Saint-Étienne est la préfecture de la Loire.

## Maires
Voir la liste des maires de Saint-Étienne :
- 25 octobre 1947 - 10 décembre 1964 : Alexandre de Fraissinette
- 21 décembre 1964 - 24 mars 1977 : Michel Durafour
- 24 mars 1977 - 18 mars 1983 : Joseph Sanguedolce
- 18 mars 1983 - 21 avril 1994 : François Dubanchet
- 21 avril 1994 - 21 mars 2008 : Michel Thiollière
- 21 mars 2008 - 4 avril 2014 : Maurice Vincent
- depuis le 4 avril 2014 : Gaël Perdriau

## Services
Les services de la ville de Saint-Étienne sont placés sous une direction vacante, après le départ en pré-retraite de Véronique Landra début juin 2022.

## Limites
La ville s'est agrandie à plusieurs reprises, annexant les communes suivantes :
- en 1855, Beaubrun, Montaud, Outre-Furens et Valbenoîte
- en 1863, la ville cède (avec Saint-Genest-Malifaux) Planfoy.
- en 1969, Saint-Victor-sur-Loire (non contiguë au reste de Saint-Étienne, avec le statut de commune associée)
- en 1970, Terrenoire
- en 1973, Rochetaillée (avec le statut de commune associée, 757 habitants en 1999)

## Démographie
| 1793   | 1806   | 1821   | 1831   | 1841   | 1851   | 1861   | 1872    | 1876    |
| ------ | ------ | ------ | ------ | ------ | ------ | ------ | ------- | ------- |
| 25 000 | 18 035 | 19 102 | 33 064 | 48 554 | 56 003 | 92 250 | 110 814 | 126 019 |

| 1881    | 1886    | 1891    | 1896    | 1901    | 1906    | 1911    | 1921    | 1926    |
| ------- | ------- | ------- | ------- | ------- | ------- | ------- | ------- | ------- |
| 123 813 | 117 875 | 133 443 | 136 030 | 146 559 | 146 788 | 148 656 | 167 967 | 193 737 |

| 1931    | 1936    | 1946    | 1954    | 1962    | 1968    | 1975    | 1982    | 1990    |
| ------- | ------- | ------- | ------- | ------- | ------- | ------- | ------- | ------- |
| 191 088 | 190 236 | 177 966 | 181 730 | 210 311 | 223 223 | 220 181 | 204 955 | 199 396 |

| 1999    | 2008    | - | - | - | - | - | - | - |
| ------- | ------- | - | - | - | - | - | - | - |
| 180 210 | 172 696 | - | - | - | - | - | - | - |

## Cantons de Saint-Étienne
Saint-Étienne est divisée en 9 cantons :
- Le canton de Saint-Étienne-1 est formé d'une partie de Saint-Étienne (39 836 habitants)
- Le canton de Saint-Étienne-2 est formé d'une partie de Saint-Étienne et des communes du Chambon-Feugerolles et La Ricamarie (36 498 habitants)
- Le canton de Saint-Étienne-3 est formé d'une partie de Saint-Étienne et des communes de Roche-la-Molière et Saint-Genest-Lerpt (42 009 habitants)
- Le canton de Saint-Étienne-4 est formé d'une partie de Saint-Étienne et de la commune de Villars (37 019 habitants)
- Le canton de Saint-Étienne-5 est formé d'une partie de Saint-Étienne et des communes de Saint-Jean-Bonnefonds et Saint-Priest-en-Jarez (35 235 habitants)
- Le canton de Saint-Étienne-6 est formé d'une partie de Saint-Étienne (39 714 habitants)

## Corps des sapeurs-pompiers
Le corps des sapeurs-pompiers de l'agglomération stéphanoise est organisé en quatre casernes :
- le centre d'intervention n°1 (CI1) au centre-ville, à côté de la place Chavanelle (rue Étienne Mimard) ; défend le centre-ville, siège administratif ;
- le centre d'intervention n°2 (CI2) à La Métare, boulevard Karl Marx ; défend le Sud de l'agglomération, siège du centre de traitement de l'alerte (CTA) de l'agglomération stéphanoise ;
- le centre d'intervention n°3 (CI3) à Saint-Victor-sur-Loire (rue du Port), pour la surveillance de la base de loisir : pas d'effectif permanent, les gardes sont assurées chaque jour par des personnels différents
- le centre d'intervention n°4 (CI4) à La Terrasse, rue de la Tour : défend le Nord de l'agglomération ;

La Direction départementale des services d'incendie et de secours de la Loire (DDSIS-42) est également située sur la commune de Saint-Étienne, rue du Chanoine Ploton, à la limite de Saint-Priest-en-Jarez.